# مایلاپیتیا پایین
مایلاپیتیا پایین (به لاتین: Mailapitiya Lower) یک منطقهٔ مسکونی در سری‌لانکا است که در استان مرکزی (سری‌لانکا) واقع شده‌است.